# Rude Skov
Rude Skov er en 580 hektar stor statsskov i Birkerød Sogn, Rudersdal Kommune. Ebberødgård blev anlagt i en lysning i skoven lidt vest for Maglebjerg (Nordsjællands højeste punkt). Ejendommen Magleås støder direkte op til Rude Skov. I skoven findes der mange gravhøje, søer, mosehuller og historiske mindesmærker.
Som en del af Naturpakken 2016 blev der i 2018, i Rude Skov udpeget 317 ha skov til ny anden biodiversitetsskov.

## Historie og brug
Skovens område har været beboet og befærdet allerede i sten-, bronze- og jernalderen. Det ses af en boplads ved Grusgravvej, de mange oldtidsveje og gravhøje, en kultsten fra bronzealderen og jernaldermarkerne. Navnene Ebberød og Skovrød, som er fra omkring år 1000, tyder også på, at mennesker i vikingetiden bosatte sig i rydninger. I historisk tid har en meget stor del af skoven været agerjord under gården Ebberødgård, mens resten tjente som overdrev for bønderne i landsbyerne Holte, Dronningegård, Sandbjerg og Høsterkøb, samt Ebberødgård, Lollike og Skovrødhuse. Stednavne i skoven som Svinebjerg og Svends (dvs. svins) Dam minder stadig om, at bønderne brugte skovens område som overdrev, hvor kvæget græssede, mens grisene rodede i jorden efter bog og agern. 

## Postrøveriet i Rude Skov
Natten mellem 9. og 10. januar 1845 fandt et postvognsrøveri sted på Hørsholm kongevej. Staldmesteren havde fået kopieret nøglen til postmagasinet. Da postvognen bevægede sig langsomt op ad de stejle bakker i Rude Skov, havde to staldkarle ubemærket sprunget op bag på vognen, åbnet værdiboksen og tømt den. Da diligencen rullede ind i Hørsholm, måtte postmesteren indse, at posten var stjålet. Tyvegodset var gravet ned, men blev senere fundet, og gerningsmændene afsløret og straffet.  Men endnu i dag følger trafikken gennem Rude Skov fra Holte til Hørsholm den gamle kuperede postrute. 

## Mordet i Rude Skov
20. oktober 1943 kl. 23 blev Mathilde Marie Meyer, født Knudsen, bortført fra sin bolig i Ehlersvej 16 i Hellerup, og dagen efter fundet skudt og dræbt i Rude Skov. Hun var blevet mishandlet, mens hun var i live, bl.a. var næsen knust. Politiets efterforskning resulterede i fængsling af tolv danskere, hvoraf to befandt sig i Sverige. Mordet var planlagt af to kvinder, den 27-årige Lilly Margrethe Saxtorph og den 22-årige Ebba Bøcher Frederiksen, der udlagde fru Meyer for at være en stikker, der fortjente at likvideres;  hun blev grundløst beskyldt for at have røbet Karl Henrik Køsters flugtrute. Dr. Køster  var reservekirurg på Bispebjerg Hospital, hvor han sammen med sygeplejersker og funktionærer hjalp 1.500-2.000 jøder til Sverige. Kun én gang var en rute blev opdaget, da en tyskvenlig mand på Jyderup-egnen underrettede tyskerne, og ti jøder blev anholdt. Andre ruter var ikke afsløret, selv om Schalburgmænd var mistænksomme. Fru Meyers egen mand, handskefabrikant Michael Meyer (1888-1951), var selv flygtet til Sverige 8. oktober 1943 ved hjælp af dr. Køster, som bestemt afviste rygterne om fru Meyer; og retten idømte den ene af kvinderne, der havde sat de falske rygter ud, den længste straf, selv om hun ikke var til stede ved drabet. Det illegale blad De frie Danske skrev 4. januar 1944, at drabet på fru Meyer var begået af en røverbande, som modstandsbevægelsen og Frihedsrådet helt tog afstand fra. 
55°50′N 12°28′Ø / 55.833°N 12.467°Ø